# 1735

## Esdeveniments
- Es publica el Systema Naturae, de Carl von Linné.
- Estrena de l'òpera Alcina[1]

## Naixements
- 23 d'octubre, Lorena (França): Louis Antoine de Poirot fou un jesuïta francès, pintor, missioner a la Xina (m. 1813).

- 30 d'octubre, Braintree, Massachusetts (Amèrica britànica): John Adams, 2n president dels Estats Units.

## Necrològiques
- 23 d'abril, València: María Egual Miguel, poeta i dramaturga valenciana (n. 1655).[2]